# (526) Jena
(526) Jena – planetoida z pasa głównego asteroid.

## Odkrycie
Została odkryta 14 marca 1904 roku w Landessternwarte Heidelberg-Königstuhl w Heidelbergu przez Maxa Wolfa. Nazwa planetoidy pochodzi od niemieckiego miasta Jena, a została nadana z okazji odbywającego się w nim w 1906 roku spotkania organizacji Astronomische Gesellschaft. Przed jej nadaniem planetoida nosiła oznaczenie tymczasowe (526) 1904 NQ.

## Orbita
(526) Jena okrąża Słońce w ciągu 5 lat i 189 dni w średniej odległości 3,12 au. Należy do planetoid z rodziny Themis.